# Agrupación Deportiva Cerro de Reyes Badajoz Atlético
La Agrupación Deportiva Cerro de Reyes Badajoz Atlético, también conocida como Cerro de Reyes Atlético, fue un equipo de fútbol ubicado en el barrio de Cerro de Reyes, en Badajoz (España). Se fundó en 1980.
Actualmente, el equipo no juega en ninguna división. A mediados de la temporada 2010/11, la Federación española le excluyó de la Segunda División B, por incomparecer en dos partidos de liga.

## Historia
Cerro de Reyes Atlético surgió a partir de un equipo local, el Club San Miguel, en la década de 1970. Tras conseguir un terreno de juego, se fundó oficialmente el 6 de enero de 1980 con José Luis Álvarez Moneda en la presidencia. Posteriormente recaló en la dirección del club José Pache, quien invirtió para conseguir el ascenso a categorías superiores. En la temporada 1999/00, el club ascendió por primera vez a Tercera División.
El club luchó en sus primeros años por la permanencia, hasta que en la temporada 2002/03 consiguió finalizar líder del grupo extremeño, con 92 puntos. Durante cuatro años consecutivos, Cerro de Reyes se clasificó para la fase final de ascenso a Segunda B, y finalmente subió a la división de bronce en el año 2005/06. Aunque los pacenses no lograron promocionar en la fase de ascenso, aprovechó el descenso administrativo del Club Deportivo Badajoz para ocupar su plaza, como primer club clasificado de Extremadura.
Su debut en Segunda B se produjo en 2006/07, y el club solo aguantó una temporada, al finalizar en antepenúltima posición. Dos temporadas después, Cerro de Reyes regresó a la tercera categoría del fútbol español, tras vencer en la promoción de ascenso a la UD Los Barrios. En su regreso, la entidad aguantó dos temporadas.
A mediados de 2010, la entidad comenzó a padecer problemas económicos, fruto de una mala gestión y la falta de patrocinadores. Sin ingresos económicos, los jugadores no percibieron las nóminas durante varios meses, y terminaron yendo a la huelga a mediados de la temporada 2010/11. Cerro de Reyes disputó sus siguientes partidos con juveniles y no federados, pero finalmente no acudió a dos partidos consecutivos. Finalmente, la Federación española excluyó al equipo de la competición por incomparecencia.
En la temporada 2012/13 nace otro club nuevo llamado Sporting Club Cerro de Reyes, empezando en la categoría amateur de Primera Regional de Extremadura.

## Uniforme
- Uniforme titular: camiseta a rayas verticales azules y blancas, pantalón azul y medias azules.
- Uniforme alternativo: camiseta verde, pantalón azul y medias azules.

La marca que suministraba las equipaciones era Patrick, y el patrocinador del club era Imagina Badajoz en la parte delantera de la camiseta, y en la posterior la Marca Extremadura.

## Estadio
A. D. Cerro de Reyes disputaba sus partidos en el Estadio José Pache, situado en la Avd. Jaime Montero de Espinosa en Badajoz. El campo tenía capacidad para 3.500 personas.

## Datos del club
- Temporadas en 1.ª: 0
- Temporadas en 2.ª: 0
- Temporadas en 2ªB: 2
- Temporadas en 3.ª: 9